# Michael d'Orlando
Michael d'Orlando (Hartsdale, New York, 6 maart 2002) is een Amerikaans autocoureur. In 2022 werd hij kampioen in de U.S. F2000.

## Carrière
D'Orlando maakte zijn autosportdebuut in het karting in 2009. Hij nam deel aan diverse Amerikaanse kampioenschappen en won de AM Racing Kart Formula TaG Cadet-klasse van de Florida Winter Tour in 2014. In 2016 ging hij in Europa rijden en nam hij deel aan onder meer het Europees en het wereldkampioenschap karting.
Eind 2017 maakte D'Orlando zijn debuut in het formuleracing in de F2000 Championship Series, waarin hij voor het Team Pelfrey in het laatste raceweekend op het New Jersey Motorsports Park reed en eenmaal op het podium eindigde. In 2018 reed hij in negen van de veertien races van de U.S. F2000 voor het Team Benik. Een zesde plaats op Road America was zijn beste resultaat en hij werd met 56 punten twintigste in de eindstand.
In 2019 stapte D'Orlando over naar het Amerikaans Formule 4-kampioenschap, waarin hij in vier van de zes raceweekenden voor Velocity Racing Development reed. In de seizoensfinale op het Circuit of the Americas behaalde hij zijn enige podiumfinish van het jaar. Met 40 punten eindigde hij als veertiende in het klassement.
In 2020 keerde D'Orlando terug naar de U.S. F2000 en nam hij voor Cape Motorsports deel aan het volledige seizoen. Hij behaalde zijn eerste zege op de Mid-Ohio Sports Car Course en eindigde hiernaast nog vier keer op het podium. Met 295 punten werd hij achter Christian Rasmussen, Eduardo Barrichello en Reece Gold vierde in het kampioenschap.
In 2021 bleef D'Orlando voor Cape in de U.S. F2000 rijden. Hij won drie races: twee op Mid-Ohio en een op de Lucas Oil Raceway. In vijf andere races stond hij op het podium. Met 365 punten verbeterde hij zichzelf naar de tweede plaats in de eindstand, achter Kiko Porto.
In 2022 reed D'Orlando een derde seizoen bij Cape in de U.S. F2000. Hij behaalde vier zeges op de Lucas Oil Raceway, Road America, Mid-Ohio en de Portland International Raceway. Tevens stond hij in vier andere races op het podium. Hij was gedurende het hele seizoen met Myles Rowe in de strijd om de titel, die hij met behulp van zijn zege in de seizoensfinale op Portland wist te veroveren met 387 punten.
In 2023 stapte D'Orlando over naar het USF Pro 2000 Championship, waarin hij voor Turn 3 Motorsport ging rijden. Hij won vier races op Road America, Mid-Ohio, het Stratencircuit Toronto en Portland. Hiernaast stond hij in twee andere races op het podium. Met 288 punten werd hij achter Rowe, Porto en Salvador de Alba vierde in het eindklassement.
In 2024 stapt D'Orlando over naar Indy NXT, waarin hij voor Andretti Cape rijdt.